# شورته
شهر شورته (به آلمانی: Schwerte) در ایالت نوردراین-وستفالن در کشور آلمان واقع شده‌است.